# Schoenorchis micrantha
Schoenorchis micrantha là một loài thực vật có hoa trong họ Lan. Loài này được Reinw. ex Blume miêu tả khoa học đầu tiên năm 1825.